# Buchholz (Ratzebourg)
Pour les articles homonymes, voir Buchholz.
Buchholz est une commune allemande située dans l'arrondissement du duché de Lauenbourg, dans le sud-est du land du Schleswig-Holstein.